# Palacio William E. Ward
El palacio William E. Ward, también conocido localmente castillo de Ward, es un gran palacio ubicado en Nueva York, Estados Unidos. Se trata de una estructura de hormigón armado construido en la década de 1870. William E. Ward, un ingeniero mecánico, construyó la casa con su amigo Robert Mook para demostrar la viabilidad de los materiales para la construcción. Es el primer edificio de hormigón armado en los Estados Unidos. Fue adquirido posteriormente por Mort Walker, creador de la tira cómica Beetle Bailey, que abrió el Museo de Arte de la historieta hasta 1992.
La casa está situada en un barrio residencial a poca distancia de la carretera estatal NY 120A, hacia el suroeste hasta el centro de Port Chester. La mansión posee 8 hectáreas y se encuentra ubicado en el lado de Connecticut, cerca del río Byram. Un camino corto para llegar al castillo proviene desde la avenida Magnolia en el lado de Rye Brook.
El edificio en sí está hecho de hormigón armado, desde los cimientos hasta el techo abuhardillado que cubre el edificio principal de dos pisos. La madera era utilizada solo para puertas y ventanas. Una torre de matacanes de cuatro pisos con parapeto se levanta desde la esquina sureste. El primer piso tiene un pasillo central con sala de estar, sala de recepción y comedor. En el ala hay una sala de desayunos y sala de sol. Otra sala central se encuentra en el segundo piso y conduce a tres dormitorios y una biblioteca con carpintería decorativa en un modo isabelino.

## Historia
Ward, trabajó en colaboración con el arquitecto Robert Mook más de tres años para construir la casa. Su objetivo era no solo  construir una casa para sí mismo, sino que fuera efectiva a prueba de fuego. Fue hecha de cemento Portland y de hierro. La madera fue utilizada solo para los marcos de puertas y ventanas, y en algunos marcos decorativos. La madre de Ward también tenía un miedo al fuego, lo que contribuyó a su deseo de construir una residencia a prueba de fuego.